# Tibetanske eksilregering
Den Central Tibetanske Administration (CTA) med det officielle navn Hans hellighed Dalai Lamas centrale tibetanske administration, er den tibetanske stats regering i eksil. Regeringen bliver ofte kaldt den Tibetanske Eksilregering, og har hovedkvarter i den nordindiske by Dharamsala. Regeringen er ledet af Tenzin Gyatso, den 14. Dalai Lama og har sit (midlertidige) hjemsted i Gangchen Kyishong uden for Dharamsala i Indien.
Eksilregeringen har sin oprindelse i Dalai Lamas regering, som styrede Tibet indtil Folkerepublikken Kinas besættelse af landet 1950-51. I henhold til 17-punktsaftalen af 1951 skulle Dalai Lamas regering fortsat styre Tibet sammen med de kinesiske myndigheder indtil en autonom region blev dannet. Da det tibetanske oprør brød ud i marts 1959, blev Dalai Lama tvunget til at flygte til Indien, hvortil han forlagde den centrale tibetanske administration. Mere end 100.000 tibetanere er bosatte i Dharamsala, og eksilregeringen udøver vigtige statlige funktioner for tibetanere i regionen.
Efter kulturrevolutionens afslutning 1976 indledte eksilregeringen forhandlinger med den kommunistkinesiske regering, men uden at det har ført til noget gennembrud i forhandlingerne.
Siden 1991 er den tibetanske eksilregering medlem i Organisationen af ikke-repræsenterede Nationer og Folk (Unrepresented Nations and Peoples Organisation).
I spørgsmålet om uafhængighed/selvstændighed versus selvstyre/autonomi er det endviderevigtigt at bemærke, at Dalai Lama i 1988 i en tale i Europaparlamentet i Strasbourg fremlagdeen ”Fempunktsplan for Fred”, som lagde op til et selvstyrende område for tibetanere. Dette erden såkaldte ”middleway approach”, en tilgang som ikke omfatter uafhængighed for Tibet, mensom forudsætter en sikring af ægte autonomi for alle, der betragter sig som tibetanere. Denne tilgang bekræftedes fra tibetansk side under forhandlingsrunden mellem Kina og Dalai Lamas repræsentanter i november 2008. I denne forbindelse afleverede Dalai Lamas repræsentanter et memorandum om autonomi baseret på mulighederne herfor indenfor den kinesiske forfatning og den eksisterende lovgivning vedrørende regionalt autonomi. Af forslaget fremgår det, at tibetanerne ikke søger uafhængighed, men respekterer Kinas territorialeintegritet. Dalai Lama og hans repræsentanter anmoder således ikke om uafhængighed eller løsrivelse, men om autonomi inden for rammerne af (Folkerepublikken) Kina.